# Referendum in den Niederlanden über das Gesetz über die Nachrichten- und Sicherheitsdienste

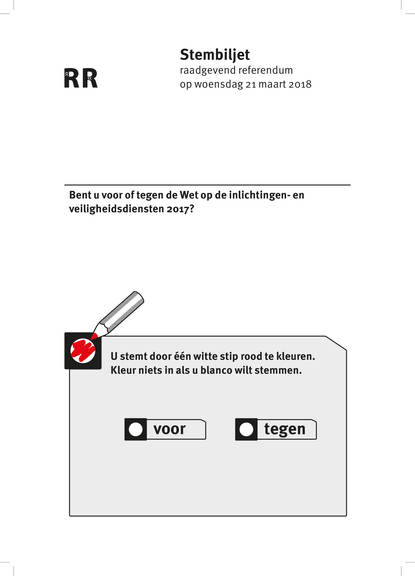
Stimmzettel (stembiljet) zum Referendum

Das Referendum in den Niederlanden über das Gesetz über die Nachrichten- und Sicherheitsdienste war ein nationales konsultatives Referendum über das Inkrafttreten des Gesetzes über die Nachrichten- und Sicherheitsdienste 2017 und fand am 21. März 2018 in den Niederlanden statt. Rechtsgrundlage des Referendums war das am 1. Juli 2015 angenommene Gesetz zum konsultativen Referendum. Dadurch war es möglich, eine Volksbefragung über ein bereits angenommenes Gesetz zu beantragen, falls innerhalb von sechs Wochen 300.000 Unterschriften von Wahlberechtigten eingereicht werden. Fünf Naturwissenschaftsstudenten der Universität von Amsterdam setzten sich dafür ein, die notwendigen Unterschriften zu sammeln. Sie wurden später von Organisationen wie Amnesty International und Bits of Freedom darin unterstützt. Am 1. November 2017 gab der Wahlrat bekannt, dass er insgesamt 384.126 gültige Unterschriften erhalten hat. Damit wurde das nötige Quorum von 300.000 Stimmen erreicht.

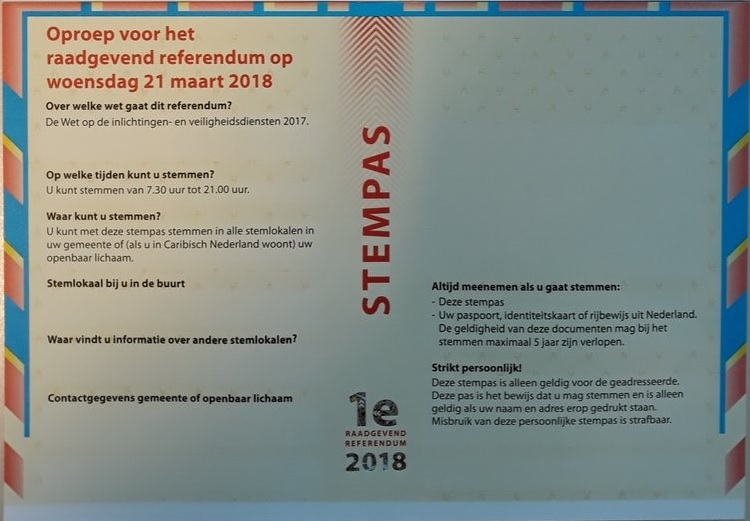
Wahlbenachrichtigung (stempas) zum Referendum

Das Referendum fand parallel zu den Kommunalwahlen statt. Es hatte einen korrigierenden Charakter und war nicht verbindlich, aber das Inkrafttreten des Gesetzes sollte bei negativem Ausgang des Referendums eine erneute Zustimmung durch die Zweite und die Erste Kammer der Generalstaaten erfordern. Das Ergebnis des Referendums war erst bei einer Wahlbeteiligung von mindestens 30 % gültig. Die den Wählern vorgelegte, mit „Für“, „Gegen“ oder einer Enthaltung zu beantwortende Frage lautete:

“Bent u voor of tegen de Wet op de inlichtingen- en veiligheidsdiensten 2017?”

„Sind Sie für oder gegen das Gesetz über die Nachrichten- und Sicherheitsdienste 2017?“

Eine Mehrheit der Abstimmenden (49,44 %) votierte gegen das Gesetz. Die Wahlbeteiligung betrug 51,54 %.

## Vorgeschichte

### Gesetz über die Nachrichten- und Sicherheitsdienste 2017
Gegenstand des Referendums ist das Gesetz über die Nachrichten- und Sicherheitsdienste 2017 (niederländisch Wet op de inlichtingen- en veiligheidsdiensten 2017 (Wiv 2017)), auch abwertend als Sleepwet oder Sleepnetwet (deutsch „Schleppnetzgesetz“) bezeichnet, das den Rechtsrahmen für die beiden niederländischen Nachrichtendienste, den Allgemeinen Nachrichten- und Sicherheitsdienst (AIVD) und Militärischen Nachrichten- und Sicherheitsdienst (MIVD), darstellen sowie die Kontrolle durch den Kontrollausschuss für die Nachrichten- und Sicherheitsdienste (CTIVD) regeln soll. Es soll das gleichnamige Gesetz aus dem Jahr 2002 (Wiv 2002) ersetzen.
Am 14. Februar 2017 wurde das Gesetz von der Zweiten Kammer angenommen. Die VVD, die PvdA, der CDA, die PVV, die ChristenUnie, die SGP, 50PLUS, die Gruppe Bontes/Van Klaveren sowie die Abgeordneten Van Vliet, Houwers und Monasch stimmten für das Gesetz. Die SP, D66, GroenLinks, die Partij voor de Dieren und der Abgeordnete Klein stimmten dagegen.
Die Erste Kammer, der Senat, verabschiedete das Gesetz am 11. Juli 2017. In der Ersten Kammer stimmte außerdem die Onafhankelijke Senaatsfractie zu. Am 26. Juli 2017 erfolgte die königliche Ausfertigung, und das Gesetz wurde am 17. August 2017 im Staatsblad, dem öffentlichen Verkündungsblatt des Königreichs der Niederlande, veröffentlicht.

### Antrag zum Referendum
Der Antrag zum Referendum erfolgte auf Rechtsgrundlage des am 1. Juli 2015 in Kraft getretenen Gesetzes zum konsultativen Referendum (Wet raadgevend referendum). Das letzte Referendum, das mittels dieses Gesetzes erzwungen wurde, war das Referendum über das EU-Assoziierungsabkommen mit der Ukraine, das am 6. April 2016 stattfand (61 % stimmten dagegen). Das Referendumsgesetz unterscheidet zwei Phasen für den Antrag zu einer Volksbefragung: den einleitenden Antrag und den definitiven Antrag. Für den einleitenden Antrag werden 10.000 gültige Unterschriften innerhalb von vier Wochen nach der Veröffentlichung des Beschlusses, in dem die Möglichkeit zur Durchführung eines Referendums über das jeweilige Gesetz erklärt wird, benötigt. Um einen gültigen Antrag zu stellen, müssen die vom Wahlrat bereitgestellten Formulare benutzt werden. Die Gültigkeit eines Antrags ist außerdem von den eingetragenen Daten, der Wahlberechtigung und dem Empfangsdatum abhängig. Der Wahlrat stellt anhand einer Zufallsstichprobe die Anzahl der gültigen Formulare fest. Wird der einleitende Antrag vom Wahlrat genehmigt, beginnt die definitive Phase. In dieser Phase müssen 300.000 gültige Anträge innerhalb von sechs Wochen beim Wahlrat eingereicht werden. Wird der definitive Antrag vom Wahlrat genehmigt, muss die Regierung innerhalb von sechs Monaten ein konsultatives Referendum organisieren.
| Antrag              | Dauer    | Enddatum         | Hürde   | Eingereicht | Gültig  |
| ------------------- | -------- | ---------------- | ------- | ----------- | ------- |
| Einleitender Antrag | 4 Wochen | 25. August 2017  | 10.000  | 19.266      | 17.162  |
| Definitiver Antrag  | 6 Wochen | 16. Oktober 2017 | 300.000 | 417.354     | 384.126 |

Der Beschluss, dass das Gesetz über die Nachrichten- und Sicherheitsdienste 2017 für ein Referendum in Frage kommt, wurde am 28. Juli 2017 im Staatscourant veröffentlicht. Der Einsendeschluss der einleitenden Phase für das Referendum war demzufolge am 25. August 2017. Um den Sammelprozess zu vereinfachen, erstellten die fünf Amsterdamer Studenten eine Website, auf der man das Antragsformular digital ausfüllen und unterschreiben konnte. Am 1. September gab der Wahlrat bekannt, dass er insgesamt 19.266 Anträge erhalten habe. Ausgehend von der Zufallsstichprobe erklärte der Wahlrat 17.162 Anträge für gültig. Damit konnte der einleitende Antrag angenommen werden.
Für die definitive Phase war der 16. Oktober 2017 der Einsendeschluss. Nach Angaben der Studenten wurde am 9. Oktober 2017 die notwendige Anzahl von 300.000 Unterschriften über die Website eingereicht. Der Wahlrat gab am 1. November 2017 bekannt, dass insgesamt 417.354 Unterschriften eingegangen seien, von denen auf der Grundlage der Stichprobe 384.126 für gültig erklärt wurden. Die Regierung muss aus diesem Grund ein Referendum über das Nachrichtendienstgesetz organisieren.

### Zuschüsse
Die aus fünf Mitgliedern bestehende unabhängige, für die Zuschüsse zuständige Referendumskommission kündigte am 29. November 2017 an, für den Wahlkampf zwei Millionen Euro zur Verfügung zu stellen – der gleiche Betrag, der auch beim letzten Referendum über das EU-Assoziierungsabkommen mit der Ukraine zur Verfügung gestellt wurde. Sowohl Befürworter als auch Gegner des Gesetzes, egal ob (politische) Parteien, Organisationen, Unternehmen oder Privatpersonen, konnten Zuschüsse für ihre Wahlkampagne beantragen. Dies galt auch für neutrale Kampagnen.
Insgesamt gingen 211 Anträge bei der Referendumskommission ein. 137 Anträge, also der Großteil, wurden für neutrale Kampagnen gestellt. Den neutralen Antragstellern wurden schließlich 781.480 Euro an Zuschüssen zugewiesen. 23 Zuschussanträge gingen für „Ja“-Kampagnen ein. Die Befürworter beantragten insgesamt 445.395 Euro an Zuschüssen, während für sie 600.000 Euro zur Verfügung standen. Letztendlich bekamen die Befürworter 213.630 Euro zugeteilt. Für Kampagnenaktivitäten gegen das Gesetz wurden 51 Anträge gestellt. Diese konnten nicht alle bewilligt werden, da mehr als die ihnen zur Verfügung stehenden 600.000 Euro beantragt wurden. An die Gegner wurden insgesamt 566.740 Euro ausgezahlt. Beispiele für Aktivitäten, die mittels der Zuschüsse finanziert wurden, sind das Erstellen von Postern, das Drucken und Verteilen von Flugblättern, das Erstellen von Webvideos auf Social Media und das Organisieren von Diskussionsveranstaltungen.

## Umfragen
| Datum      | Für  | Gegen | Unentschlossen | Umfang | Institut     |
| ---------- | ---- | ----- | -------------- | ------ | ------------ |
| 20.3.2018  | 53 % | 34 %  | 13 %           | 1.164  | Ipsos        |
| 14.3.2018  | 51 % | 30 %  | 19 %           | 4.413  | I&O Research |
| 11.3.2018  | 45 % | 42 %  | 13 %           | 1.026  | Peil.nl      |
| 27.2.2018  | 48 % | 32 %  | 20 %           |        | Ipsos        |
| 3.12.2017  | 40 % | 60 %  |                |        | Peil.nl      |
| 1.11.2017  | 52 % | 32 %  | 17 %           | 1.747  | I&O Research |
| 31.10.2017 | 40 % | 49 %  | 11 %           | 23.000 | De Stemming  |
| 12.10.2017 | 50 % | 30 %  | 20 %           | 1.609  | I&O Research |
| 11.9.2017  | 60 % | 24 %  | 17 %           |        | I&O Research |

## Ergebnis
Nach dem amtlichen Ergebnis stimmten 49,44 % der Abstimmenden gegen und 46,53 % für das Gesetz. 4,03 % der Abstimmenden reichten einen leeren Stimmzettel ein. Die Wahlbeteiligung betrug 51,54 %. Damit war die Abstimmung formal gültig.

### Gesamtergebnis
| Stimmen           | Zahl       | Prozent |
| ----------------- | ---------- | ------- |
| Wahlbeteiligung   |            |         |
| Abstimmende       | 6.734.225  | 51,54 % |
| Wahlberechtigte   | 13.064.932 | 100,0 % |
| Gültigkeit        |            |         |
| Gültige Stimmen   | 6.710.412  | 99,65 % |
| Ungültige Stimmen | 23.813     | 0,35 %  |
| Wahlentscheidung  |            |         |
| Dafür             | 3.122.628  | 46,53 % |
| Dagegen           | 3.317.496  | 49,44 % |
| Leere Stimmzettel | 270.288    | 4,03 %  |

### Ergebnisse nach Provinzen
| Provinz                | Wähler    | Beteiligung | Für       | Für   | Gegen     | Gegen | leere Stimmzettel | leere Stimmzettel |
| Provinz                | Wähler    | Beteiligung | Stimmen   | %     | Stimmen   | %     | Stimmen           | %                 |
| ---------------------- | --------- | ----------- | --------- | ----- | --------- | ----- | ----------------- | ----------------- |
| Drenthe                | 387.611   | 54,16       | 99.787    | 47,72 | 100.850   | 48,23 | 8.472             | 4,05              |
| Flevoland              | 297.206   | 50,28       | 67.377    | 45,24 | 77.168    | 51,81 | 4.390             | 2,95              |
| Fryslân                | 504.855   | 42,80       | 97.594    | 45,30 | 111.049   | 51,55 | 6.779             | 3,15              |
| Gelderland             | 1.602.016 | 54,19       | 415.207   | 48,01 | 411.924   | 47,63 | 37.737            | 4,36              |
| Groningen              | 458.131   | 37,22       | 61.200    | 35,97 | 105.009   | 61,72 | 3.916             | 2,30              |
| Limburg                | 873.201   | 50,23       | 206.901   | 47,33 | 209.891   | 48,02 | 20.310            | 4,65              |
| Noord-Brabant          | 1.947.973 | 48,43       | 469.115   | 49,90 | 430.932   | 45,84 | 40.032            | 4,26              |
| Noord-Holland          | 2.075.436 | 52,87       | 453.840   | 41,51 | 598.606   | 54,75 | 40.927            | 3,74              |
| Overijssel             | 882.344   | 56,92       | 247.309   | 49,41 | 230.930   | 46,14 | 22.311            | 4,46              |
| Utrecht                | 969.421   | 57,65       | 253.208   | 45,46 | 278.935   | 50,08 | 24.863            | 4,46              |
| Zeeland                | 291.514   | 56,70       | 88.950    | 54,02 | 69.174    | 42,01 | 6.536             | 3,97              |
| Zuid-Holland           | 2.760.065 | 51,22       | 661.822   | 47,00 | 692.443   | 49,17 | 54.009            | 3,84              |
| Karibische Niederlande | 15.159    | 6,06        | 318       | 34,98 | 585       | 64,36 | 6                 | 0,66              |
| Niederlande            | 6.734.225 | 51,54       | 3.122.628 | 46,53 | 3.317.496 | 49,44 | 270.288           | 4,03              |
| Quelle: Kiesraad       |           |             |           |       |           |       |                   |                   |

### Kartografische Darstellung

Mehrheiten in den Gemeinden: Für Gegen
Wahlbeteiligung nach Gemeinden: über 30 % unter 30 %